# Jens Jønsson
Jens Jønsson (ur. 10 stycznia 1993 w Aarhus) – duński piłkarz grający na pozycji pomocnika w greckim klubie AEK Ateny.

## Życiorys
Jest wychowankiem Aarhus GF. W czasach juniorskich trenował także w IF Lyseng. W seniorskim zespole Aarhus grał w latach 2012–2016. W Superligaen zadebiutował 4 grudnia 2011 w zremisowanym 0:0 meczu z FC København. 26 sierpnia 2016 został piłkarzem tureckiego Konyasporu. W Süper Lig zagrał po raz pierwszy 11 września 2016 w wygranym 3:1 spotkaniu z Antalyasporem. W sezonie 2016/2017 zdobył wraz z Konyasporem puchar kraju.
W 2016 roku wystąpił wraz z reprezentacją na igrzyskach olimpijskich w Rio de Janeiro.